# Nankogobinda artificalis
Nankogobinda artificalis is een vlinder uit de familie van de grasmotten (Crambidae). De wetenschappelijke naam voor deze soort is voor het eerst voorgesteld als Botys artificalis door Julius Lederer in een publicatie uit 1863.
De spanwijdte bedraagt ongeveer 2 centimeter.

## Verspreiding
De soort komt voor in Brazilië, India, Thailand en Australië.

## Waardplanten
De rups leeft op Parthenocissus quinquefolia (Vitaceae).